# Presó Mamertina

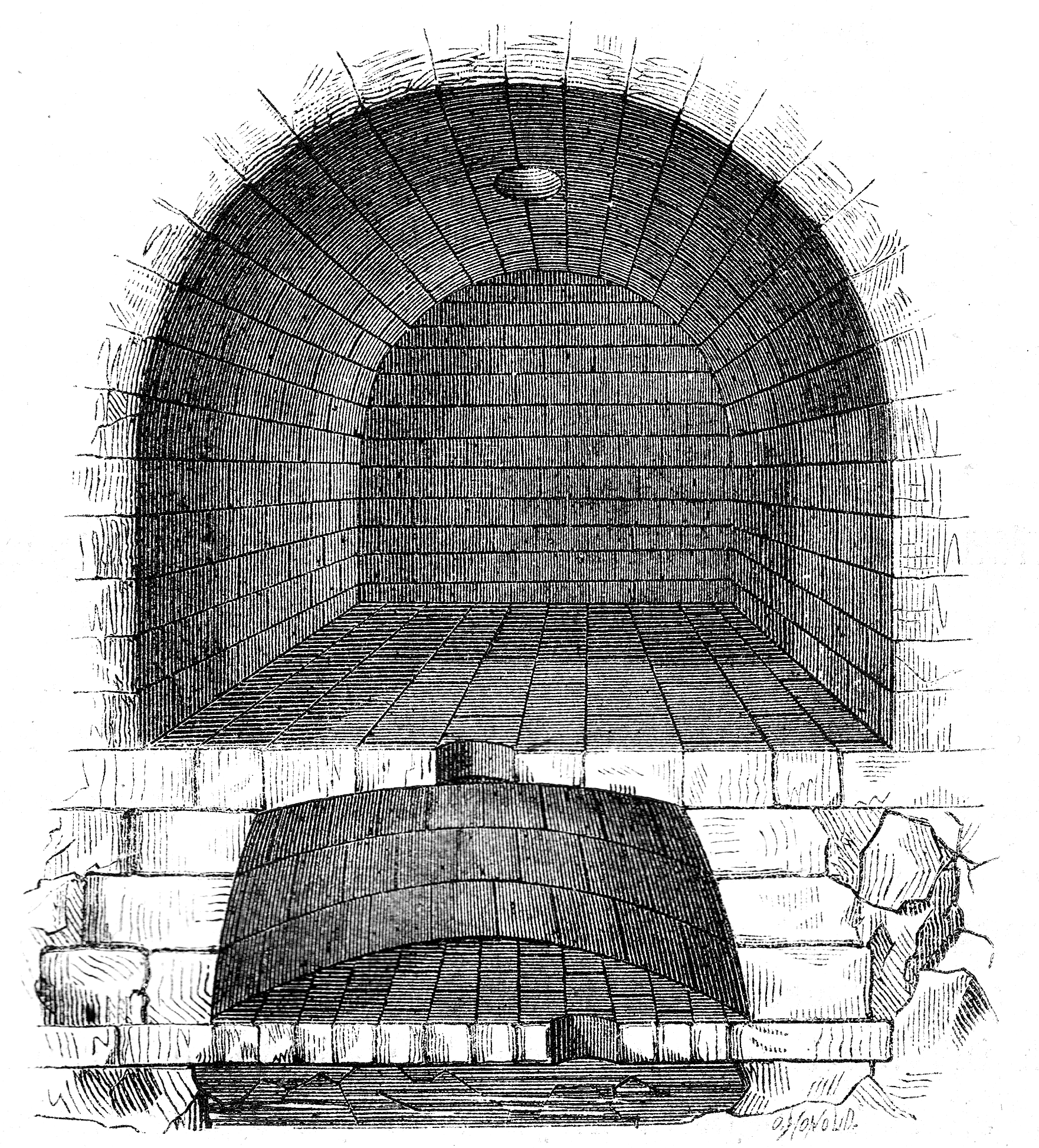
Dibuix esquemàtic del Tullianum, dit també Mamertinum. La part inferior era per als condemnats a mort.

La presó Mamertina o Tullianum era una presó de l'antiga Roma, actualment situada sota l'església de sant Josep dels Fusters (en italià: San Giuseppe dei Falegnami), al districte del Campitelli i a prop del Fòrum Romà.

## Història
Segons la tradició aquesta presó va ser excavada al segle vii aC als peus del turó Capitolí en temps del rei Anc Marci amb la intenció de fer una cisterna per recollir les aigües d'una deu que hi havia allí.
Amb el rei Servi Tul·li es va fer una ampliació per convertir-la en presó i d'ell va adoptar el nom de Tullianum o, segons altres de la deu d'aigua, que en llatí arcaic es diu tullius.
L'empresonament a Roma va començar sent un càstig temporal anomenat nexum per a persones que no pagaven els seus deutes, segons consta a les Lleis de les dotze taules i també era el lloc d'espera mentre s'executava una sentència, però de vegades es feia un abús allargant aquest temps sense motius i quan això passava era molt durament criticat.
En temps de l'emperador Tiberi es va fer una nova ampliació.

A l'edat mitjana va ser anomenada carcer Mamertina, sembla que per la proximitat d'un temple dedicat a Mart, ja que Mamers era un antic nom d'aquest déu.
Es tractava d'un edifici de dos nivells de profunditat i segons l'historiador Sal·lusti era un lloc insalubre, l'interior del qual feia repulsió.

## Personatges notables empresonats
L'empresonament però es va donar en pocs casos, ja que generalment es preferia fer un arrest domiciliari i en cas d'estrangers d'alt rang se'ls evitava aquesta humiliació, ficant-los a la casa d'un romà que els custodiava.
Entre els personatges de renom que hi van estar tancats es coneixen els següents:
- Gai Ponci, líder dels samnites el 292 aC.
- Quint Plemini (204 aC) propretor, per intentar incendiar la ciutat.
- Jugurta (104 aC) rei de Numídia, qui va morir de fam en negar-se a menjar mentre estava a la presó.
- Publi Corneli Lèntul Sura, (63 aC) per la seva participació en la conspiració de Catilina.
- El cabdill dels gals Vercingetòrix (46 aC) va estar pres durant sis anys abans de ser executat en una desfilada triomfal de Juli Cèsar i la resta de presos gals uns mesos després.
- Luci Eli Sejà (31 dC) abans de la seva execució.
- Alguns simpatitzants dels Gracs (finals del s. II aC) hi van patir empresonament, entre ells un àugur anomenat Herennius Siculus que es va donar un cop al cap xocant contra un arquitrau de la presó i va morir abans de poder-se executar la sentència.[10]

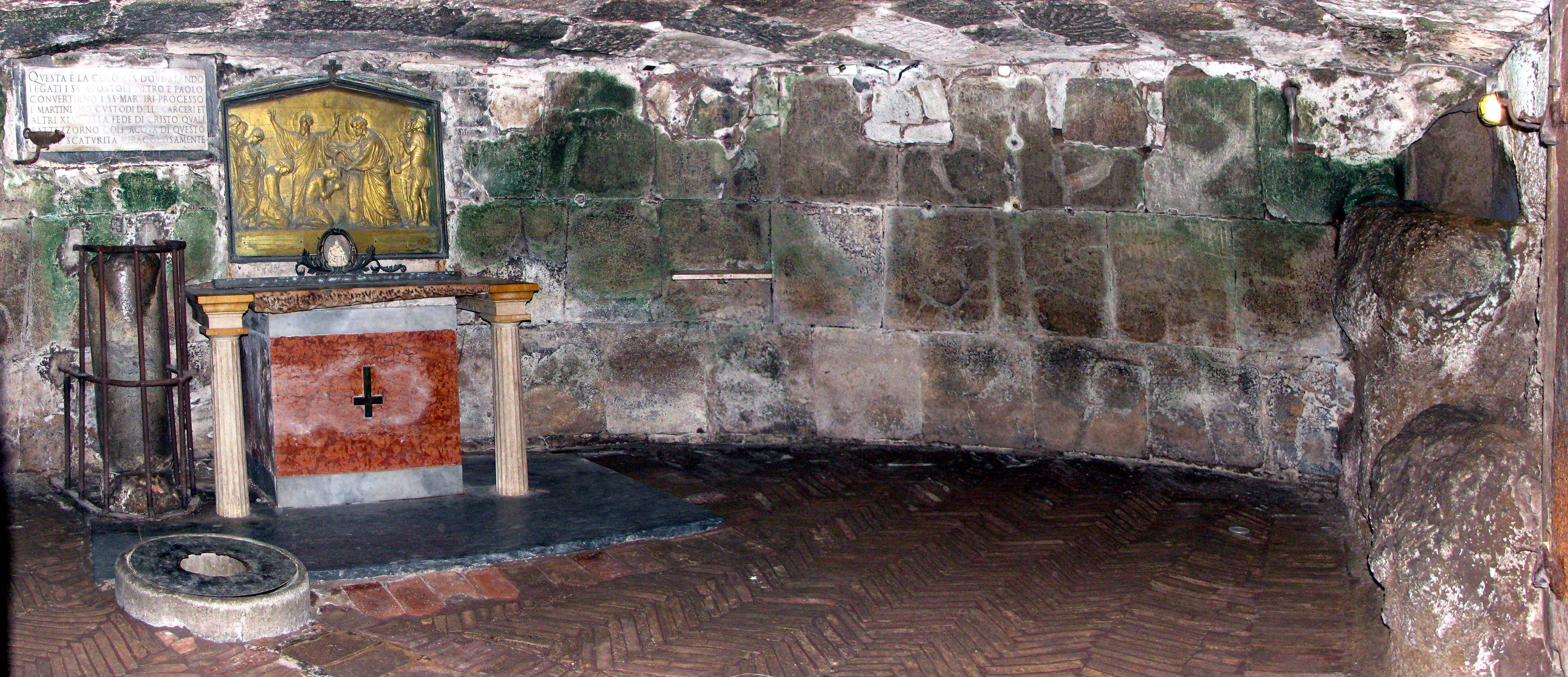
Interior de la presó Mamertina amb un altar que commemora la llegendària tradició de que sant Pere i sant Pau van ser empresonats aquí.

- Els apòstols Pau i Pere. Una llegenda assegurava que sant Pere havia batejat els homes que el vigilaven en aquesta presó fent rajar aigua del terra, però a l'Enciclopèdia Catòlica es diu que tal cosa és falsa, ja que aquesta deu ja existia amb anterioritat.[11] Al segle xix se'ls va dedicar un altar.

## Estudis arqueològics
La sala superior és de forma trapezoïdal i va ser construïda amb blocs de tuf que daten del segle ii aC. Una escala duia al pis inferior fet amb blocs de peperino Tenia forma circular i el sostre en forma de cúpula truncada, probablement pels fonaments de la basílica Pòrcia, construïda en la seva proximitat l'any 184.
Es van trobar unes inscripcions amb el nom dels cònsols C. Vibius Rufinus i M. Cocceius Nerva que semblen indicar que van afegir una façana de marbre a la presó cap a l'any 22 dC.
Durant aquest estudi no s'ha pogut demostrar la relació per antiguitat amb el rei Sevi Tul·li.